# Гимназија Куршумлија
Гимназија у Куршумлији је основана 1962. године, а њен први назив био је Радован Јовановић - Сеља. Године 1968. дошло је до спајања Гимназије и Економске школе у Центар за средње образовање, који је радио до 1990. године. Поделом Центра, гимназија је 1991. формирана наново под старим именом. Од 1994. носи једноставан назив Гимназија.
Гимназија у Куршумлији уписује два смера: друштвено-језички и природно-математички, са по 60 ученика.

## Галерија
- Зграда гимназије
- Улаз
- Улаз
- Школски терен
- Школски терен
- Школски терен
- Двориште школе
- Споменик у дворишту
- Споменик у дворишту